# 산호세데라스라하스

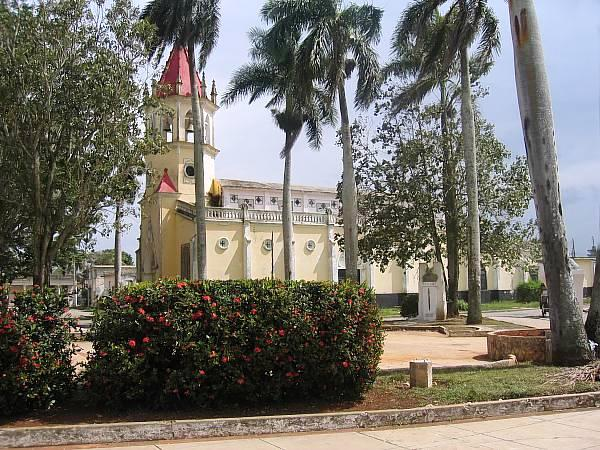
산호세데라스라하스

산호세데라스라하스(스페인어: San José de las Lajas)는 쿠바 북부에 위치한 도시로 마야베케 주의 주도이며 면적은 591km2, 높이는 135m, 인구는 69,375명(2004년 기준), 인구 밀도는 117.4명/km2이다.